# Al Khevel Daq
Al Khevel Daq é um filme de drama israelita de 1980 dirigido e escrito por Michal Bat-Adam. Foi selecionado como representante de Israel à edição do Oscar 1981, organizada pela Academia de Artes e Ciências Cinematográficas.

## Elenco
- Gila Almagor - Paula
- Alexander Peleg - Nadav
- Liat Pansky - Nili
- Aya Veirov - Maya
- Avner Hizkiyahu - Dr. Greber
- Svetlana Mazovetskaya - estilista
- S. Greenspan - Degarit
- Kina L. Hanegbi - Bina
- Irit Mohr-Alter - Zila
- Miri Fabian